# Francia all'Eurovision Young Dancers
La Francia ha partecipato all'Eurovision Young Dancers sin dalla prima edizione, nel 1985. Vi ha partecipato in 7 occasioni e ha ospitato l'evento 2 volte: nel 1989 e nel 1999.

## Partecipazioni
| Anno                                    | Ballerino                             | Finale | Semifinale        |
| --------------------------------------- | ------------------------------------- | ------ | ----------------- |
| 1985                                    | Christine Landault e Stephane Elizabe | -      | Niente semifinali |
| 1987                                    | Marie-Soiciz Cablé                    | -      | Niente semifinali |
| 1989                                    | Agnès Letestu                         | 1°     | -                 |
| 1991                                    | Emmanuel Thibault                     | 2°     | -                 |
| 1993                                    | Raphaëlle Delaunay-Belleville         | 3°     | -                 |
| 1995                                    | Karl Paquette                         | -      | -                 |
| Nessuna partecipazione nel 1997         |                                       |        |                   |
| 1999                                    | Emmanuel Eggemont e Juliette Roudet   | -      | -                 |
| Nessuna partecipazione dal 2001 al 2017 |                                       |        |                   |

## Città ospitanti
| Anno | Città  | Luogo                  | Presentatori                  |
| ---- | ------ | ---------------------- | ----------------------------- |
| 1989 | Parigi | Palais des Congrès     | Zizi Jeanmarie e Alain Duault |
| 1999 | Lione  | Opéra national de Lyon | Alex Taylor                   |